# Toupi d'Ardèche
Le toupi d'Ardèche (aussi nommé toupin ardéchois, toupi ardéchois ou toupin d'Ardèche) est un mets des Cévennes ardéchoises (Ardèche méridionale) à base de pommes de terre et de morceaux de porc cuits au four. Comme le tian provençal ou le tajine berbère, le toupi porte le nom du récipient dans lequel il est cuit puis présenté à table.

## Étymologie
L'origine de ce vocable est l'occitan topin, topina (toupino) au féminin, qui a donné en français « toupin » qui nomme un petit pot en terre. Ce qui a donné dans la périphérie du domaine d'oïl toppι ou toupi désignant un pot. Il est à signaler que dans le Queyras et le Briançonnais existent des fromages forts dénommés toupines et qui, là aussi, ont pris le nom de leur contenant.

## Ingrédients
Ce mets nécessite pieds, oreilles et museau de porc, oignons, pommes de terre, ail, thym, laurier, poivre et huile d'olive.

## Préparation
Les morceaux de porc salés sont mis à tremper toute une nuit à l'eau courante puis pochés pendant une heure dans un bouillon aromatisé d'oignons, d'ail, de thym et de laurier et simplement poivré. Puis par couches successives, ces morceaux sont placés en alternance dans un toupi avec des pommes de terre découpées en tranches. Ce plat est mis au four doux où il doit cuire cinq heures.

## Accord mets et vin
Outre les vins originaires de cette région ardéchoise, tel qu'un côtes-du-vivarais, un coteaux-de-l'ardèche ou un ardèche (IGP), il est conseillé d'accompagner ce mets d'un « vin blanc sec léger, agréable et non boisé, au nez ouvert et à la bouche vive ». C'est pourquoi le sommelier conseille, soit en accord parfait ou quasi parfait, un coteaux-d'aix-en-provence ou un grignan-les-adhémar.